# Torneo de Bogotá
El ATP World Tour 250 de Bogotá (denominado Claro Open Colombia) fue un torneo oficial de tenis que se disputó intermitentemente en la ciudad de Bogotá (Colombia) desde 1977. Hasta el año 2001, este se disputó sobre polvo de ladrillo; sin embargo, desde 2013, año en el que la competición retornó a la capital colombiana, el torneo se pasó a disputar sobre superficie dura. La primera edición data de 1977, aunque cesó de existir en 1980. En 2013 se reanudó dentro del calendario masculino en la categoría ATP Tour 250, siendo el único torneo ATP jugado en Colombia, país en el que se disputan varios Challenger y Futures a lo largo de la temporada, sin embargo por problemas económicos los propietarios del torneo vendieron la plaza a Los Cabos (México) donde a partir de mediados de 2016 se disputa un ATP en dicho país.
El torneo se jugó algunos años dentro de la misma gira que incluía el Torneo de México, lo que suponía un gran desgaste para los jugadores debido a la altura de las ciudades de Bogotá y México.
Sin embargo, a partir del 2013, IMLA de Colombia, la agencia de marketing deportivo de más trayectoria en el país, compró la licencia del Torneo de Los Ángeles, mudándolo de la ciudad californiana a la capital colombiana. Pese a mantener la misma fecha (15-21 de julio), previa al Abierto de Estados Unidos, el ATP World Tour 250 de Bogotá cambió la superficie: de polvo de ladrillo a cemento, utilizando como sede el Centro de Alto Rendimiento (CAR) de Coldeportes de Bogotá.
El Claro Open Colombia fue el sexto torneo ATP que se disputaba en Latinoamérica, tras los torneos de Quito (Ecuador), ATP 500 de Río de Janeiro, Sao Paulo (Brasil), Acapulco (México) y Buenos Aires (Argentina), siendo el de Bogotá el segundo torneo (por detrás de Río de Janeiro) que repartía la bolsa de premios más grande, con un total de 727.000 dólares.
El jugador más victorioso en Bogotá es el paraguayo Víctor Pecci con 2 conquistas.
Cabe mencionar que desde 1998 se disputa también el Torneo WTA de Bogotá, donde la jugadora con más victorias es la colombiana Fabiola Zuluaga, con 4 victorias.
En la edición de 2013, que contó con tenistas de primer nivel como el serbio Janko Tipsarević o el sudafricano Kevin Anderson, fue el croata Ivo Karlović quien se hizo con el triunfo al derrotar al colombiano Alejandro Falla en la final por 6-3 y 7-6(4) en una hora y 18 minutos de juego.Luego Bernard Tomic se quedaría con la edición de 2014 y la última de 2015.
En la categoría de dobles, la pareja india formada por Purav Raja y Divij Sharan demostraron su supremacía en el torneo al imponerse en la final a la dupla franco-holandesa compuesta por Édouard Roger-Vasselin e Igor Sijsling por 7-6(4) y 7-6(3) en una hora y 30 minutos.

## Resultados

### Individuales masculinos
| Año                                    | Campeón          | Finalista          | Resultado           |              |
| ↓ International Tennis Championships ↓ |                  |                    |                     |              |
| 1977                                   | Guillermo Vilas  | José Higueras      | 6-1, 6-2, 6-3       |              |
| 1978                                   | Víctor Pecci     | Rolf Gehring       | 6-4, 3-6, 6-3, 6-3  |              |
| 1979                                   | Víctor Pecci     | Jairo Velasco      | 6-3, 6-4            |              |
| 1980                                   | Dominique Bedel  | Carlos Kirmayr     | 6-4, 7-6            |              |
| ↓ Bancolombia Open ↓                   |                  |                    |                     |              |
| 1994                                   | Nicolás Pereira  | Mauricio Hadad     | 6-3, 3-6, 6-4       |              |
| 1995                                   | Nicolás Lapentti | Miguel Tobón       | 2-6, 6-1, 6-4       |              |
| 1996                                   | Thomas Muster    | Nicolás Lapentti   | 6-7(6), 6-2, 6-3    |              |
| 1997                                   | Francisco Clavet | Nicolás Lapentti   | 6-3, 6-3            |              |
| 1998                                   | Mariano Zabaleta | Ramón Delgado      | 6-4, 6-4            |              |
| 1999                                   | No celebrado     | No celebrado       | No celebrado        | No celebrado |
| 2000                                   | Mariano Puerta   | Younes El Aynaoui  | 6-4, 7-6(5)         |              |
| 2001                                   | Fernando Vicente | Juan Ignacio Chela | 6-4, 7-6(6)         |              |
| ↓ Claro Open Colombia ↓                |                  |                    |                     |              |
| 2013                                   | Ivo Karlović     | Alejandro Falla    | 6-3, 7-6(4)         |              |
| 2014                                   | Bernard Tomic    | Ivo Karlović       | 7-6(5), 3-6, 7-6(4) |              |
| 2015                                   | Bernard Tomic    | Adrian Mannarino   | 6-1, 3-6, 6-2       |              |
| 2016 2024                              | No celebrado     | No celebrado       | No celebrado        | No celebrado |

### Dobles
| Año  | Campeones                             | Finalistas                              | Resultado              |
| 2013 | Purav Raja Divij Sharan               | Édouard Roger-Vasselin Igor Sijsling    | 7-6(4), 7-6(3)         |
| 2014 | Samuel Groth Chris Guccione           | Nicolás Barrientos Juan Sebastián Cabal | 7-6(5), 6-7(3), [11-9] |
| 2015 | Édouard Roger-Vasselin Radek Štepánek | Mate Pavić Michael Venus                | 7-5, 6-3               |

- Datos: Q13861080